# Friedrich Dickmann
Friedrich Dickmann (* 10. November 1896 in Arnsberg, Provinz Westfalen; † 25. August 1973 in Bad Kissingen, Bayern) war ein deutscher Kommunalpolitiker.
Nach seiner Schulzeit diente Dickmann in der Wehrmacht. 1920 bis 1923 absolvierte er ein Studium an der Hochschule für Kommunale Verwaltung in Düsseldorf. 1945 kam er nach Marburg an der Lahn, wo er kommunalpolitischer Referent wurde. Im Dezember wurde er als Syndikus zum Beamten auf Lebenszeit ernannt. 
Vom 5. Februar 1946 wurde er durch Ernennung durch die amerikanische Militärregierung Oberbürgermeister von Marburg, wurde aber am 31. Juli 1946 durch den demokratisch gewählten Karl Theodor Bleek abgelöst. Dickmann arbeitete danach noch in verschiedenen Ämtern in Hessen. 1971 zog er nach Bad Kissingen, wo er 1973 verstarb.